# Mitt i plåten!
Mitt i plåten! (engelska: The Cannonball Run) är en amerikansk actionkomedi från 1981 i regi av Hal Needham med Burt Reynolds i huvudrollen. Filmen hade Sverigepremiär den 24 juli 1981.

## Handling
Cannonball Run är biltävlingen där allt är tillåtet. Det handlar om att ta sig från ena kusten till den andra genom hela USA, och det är många olika galningar som vill deltaga i tävlingen.

## Om filmen
Mitt i plåten! är inspirerad av en verklig, illegal tävling över den nordamerikanska kontinenten, arrangerad som en protest mot hastighetsbegränsningen på 55 miles per timme (cirka 90 km/t) även på de bästa motorvägarna.

## Rollista (urval)
- Burt Reynolds - J.J. McClure
- Roger Moore - Seymour Goldfarb, Jr.
- Farrah Fawcett - Pamela Glover
- Dom DeLuise - Victor Prinzim / Captain Chaos
- Dean Martin - Jamie Blake
- Sammy Davis Jr. - Morris Fenderbaum
- Jack Elam - doktor Nikolas Van Helsing
- Jackie Chan - Jackie Chan, Subaru-förare
- Jamie Farr - shejken
- Adrienne Barbeau - Marcie
- Mel Tillis - Mel